# Jan Thomas Jenssen
Jan Thomas Jenssen (1º aprile 1996) è un fondista norvegese.

## Biografia
Jenssen, attivo dal gennaio del 2013, ai Mondiali juniores di Râșnov 2016 ha vinto la medaglia d'oro nella staffetta; in Coppa del Mondo ha esordito il 3 dicembre 2017 a Lillehammer (51º) e ha ottenuto la prima vittoria, nonché primo podio, il 26 novembre 2023 a Kuusamo. Ai Mondiali di Trondheim 2025, sua prima presenza iridata, è stato 4º nello skiathlon; non ha preso parte a rassegne olimpiche.

## Palmarès

### Mondiali juniores
- 1 medaglia:
  - 1 oro (staffetta a Râșnov 2016)

### Coppa del Mondo
- Miglior piazzamento in classifica generale: 30º nel 2024
- 4 podi (3 individuali, 1 a squadre)
  - 2 vittorie (1 individuale, 1 a squadre)
  - 2 secondi posti (individuali)

#### Coppa del Mondo - vittorie
| Data             | Località  | Nazione   | Spec.                                                                      |
| ---------------- | --------- | --------- | -------------------------------------------------------------------------- |
| 26 novembre 2023 | Kuusamo   | Finlandia | 20 km TL MS                                                                |
| 3 dicembre 2023  | Gällivare | Svezia    | 4x7,5 km (con Pål Golberg, Martin Løwstrøm Nyenget e Simen Hegstad Krüger) |

Legenda:

TL = tecnica libera

MS = partenza in linea

#### Coppa del Mondo - competizioni intermedie
- 2 podi di tappa:
  - 2 terzi posti